# Rudolf Schwaiger (Politiker)
Rudolf Schwaiger (* 17. April 1920 in Wattenberg, Tirol; † 10. März 1986 in Weer, Tirol) war ein österreichischer Politiker (ÖVP).

## Leben
Rudolf Schwaiger besuchte nach der Volksschule ein humanistisches Gymnasium. Später promovierte er an der Universität Innsbruck. Danach machte er sich selbstständig und gründete in Weer ein Sägewerk. Bereits als Politiker zählte Schwaiger 1967 zu einem der Gründungsmitglieder der Internatsschule für Skisportler und des Skigymnasiums im Tiroler Stams.
Seine politische Karriere begann Ende der 1950er Jahre, als er für die ÖVP in den Gemeinderat von Weer einzog. 1961 folgte sein Wechsel als Abgeordneter in den Tiroler Landtag. Diesem gehörte Schwaiger zehn Jahre lang, bis 1971 an. Im November desselben Jahres folgte sein Wechsel als Mitglied des Bundesrats nach Wien. Schwaiger war 15 Jahre Bundesrat. Dreimal, 1976, 1981 und zuletzt in der zweiten Jahreshälfte 1985 übernahm Schwaiger das Amt des Bundesratspräsidenten.
Rudolf Schwaiger starb kurz vor seinem 66. Geburtstag im Amt.